# Beverley (nome)
Beverley  è un nome proprio di persona inglese maschile e femminile.

## Varianti
- Maschili: Beverly[2]
- Femminili: Beverly[1][2][3]
  - Ipocoristici: Bev[1]

## Origine e diffusione

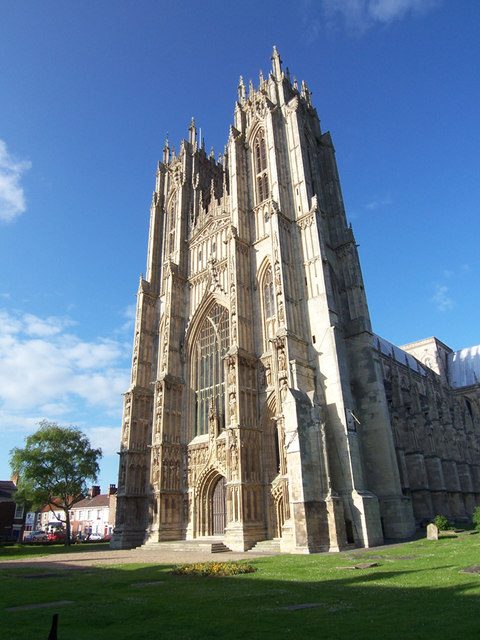
La chiesa di Beverley Minster, a Beverley

Riprende l'omonimo cognome inglese, a sua volta tratto dal toponimo di Beverley (Yorkshire), di origine inglese antica o anglosassone e dall'etimologia incerta: l'antico nome di tale città era Beoferlic, che è successivamente mutato in forme quali Beverlith, Beverlea, Beverlac e Beforlac. Probabilmente, è formato dall'elemento beofor ("castoro") combinato con led ("campo") o con lacu/lagu/licc ("pozza", "torrente", "ruscello"), quindi viene interpretato come "campo dei castori", "tana dei castori", "pozza dei castori" o "torrente dei castori". Tuttavia, è plausibile anche la teoria secondo cui Beverley sia derivato dal latino Petuaria, poi mutato nel britannico Pedwarllech, cioè "quattro pietre" (in riferimento alle pietre che demarcavano il confine dell'accampamento), e solo successivamente venne alterato per etimologia popolare in Beoferlea o Beforlac.
Il suo uso come nome proprio prese il via al maschile nel XIX secolo, mentre divenne popolare al femminile negli Stati Uniti grazie al romanzo di George Barr McCutcheon del 1904 Beverly of Graustark.

## Onomastico
Il nome è adespota, non essendo portato da alcun santo, quindi l'onomastico ricadrebbe ad Ognissanti, il 1º novembre. Si può alternativamente festeggiare in memoria di san Giovanni di Beverley, commemorato il 7 maggio.

## Persone

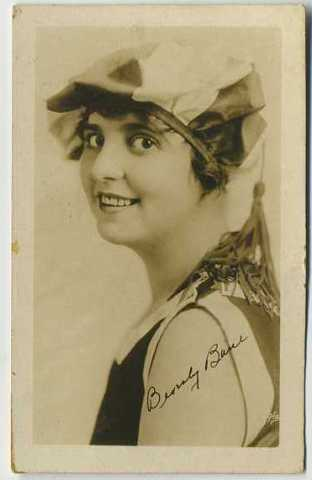
Beverly Bayne

### Femminile
- Beverley Craven, cantante, compositrice e pianista britannica,
- Beverley Mitchell, attrice statunitense
- Beverley Whitfield, nuotatrice australiana

### Variante femminile Beverly

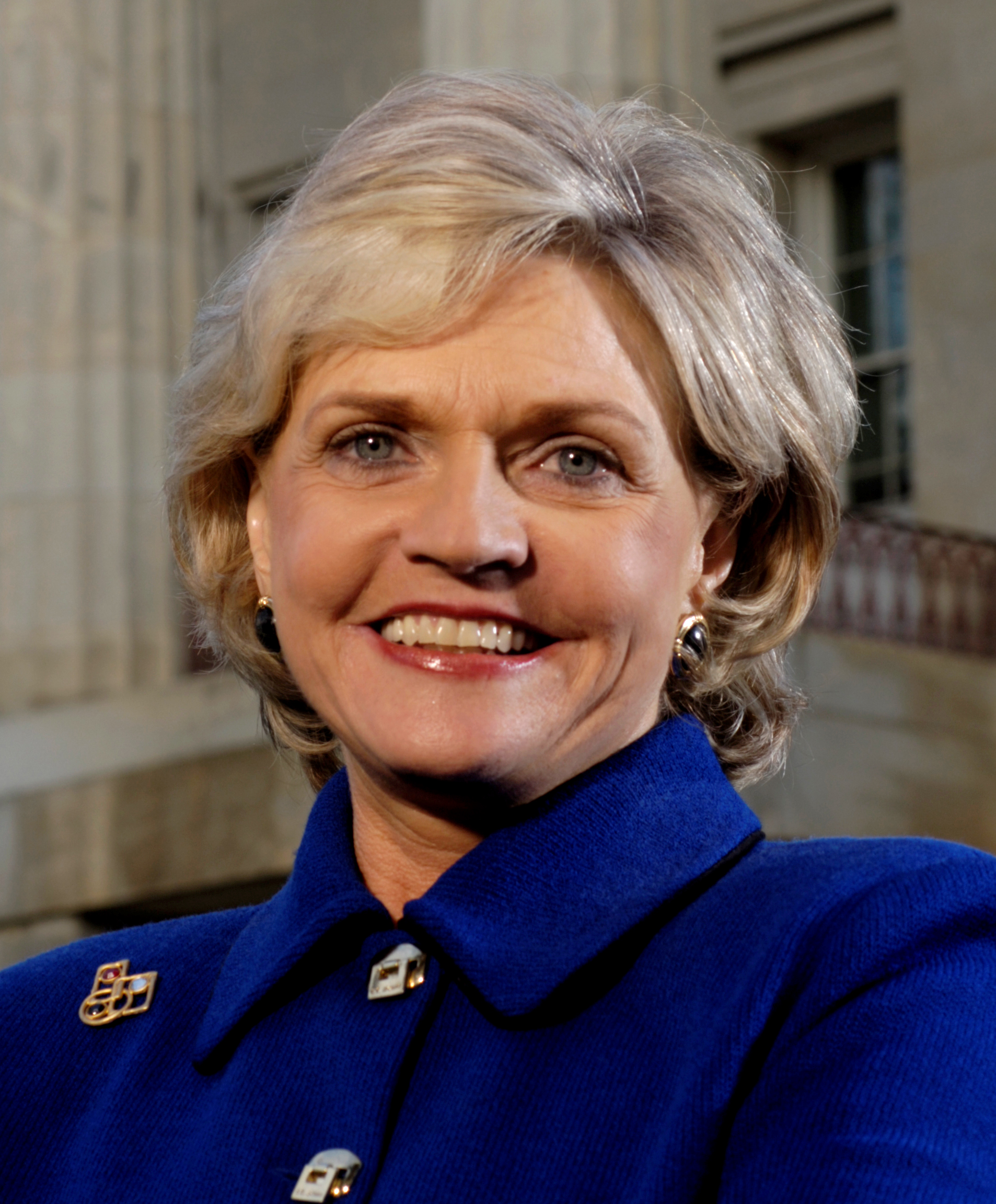
Beverly Perdue

- Beverly Baker Fleitz, tennista statunitense
- Beverly Bayne, attrice statunitense
- Beverly D'Angelo, attrice e cantante statunitense
- Beverly Johnson, supermodella e attrice statunitense
- Beverly Lynne, attrice statunitense
- Beverly Matherne, scrittrice statunitense
- Beverly McDonald, atleta giamaicana
- Beverly Peele, modella statunitense
- Beverly Perdue, politica statunitense
- Beverly Sills, soprano statunitense
- Beverly Smith, cestista e allenatrice di pallacanestro canadese
- Beverly Todd, attrice, produttrice televisiva e scrittrice statunitense

### Variante femminile Bev
- Bev Kinch, atleta britannica

### Maschile
- Beverley Randolph, politico statunitense

### Variante maschile Bev
- Bev Bevan, batterista britannico

## Il nome nelle arti
- Beverly Crusher è un personaggio della serie televisiva Star Trek: The Next Generation.
- Beverly Leslie, personaggio ricorrente nella serie Will & Grace, interpretato da Leslie Jordan.
- Beverly Marsh è un personaggio del libro It di Stephen King.
- Beverly Switzler, personaggio della serie di fumetti Howard il papero.